# 长叶雪莲
长叶雪莲（学名：Saussurea longifolia）为菊科风毛菊属的植物，为中国的特有植物。分布在中国大陆的西藏、四川、云南等地，生长于海拔3,400米至4,500米的地区，多生长于高山草地及灌丛中，目前尚未由人工引种栽培。